# Tiny Ruins
Tiny Ruins è un gruppo musicale neozelandese formatosi nel 2009. È costituito dai musicisti Hollie Fullbrook, Cass Basil, Alexander Freer e Tom Healy.

## Storia del gruppo
Il gruppo si è fatto conoscere col primo album in studio Some Were Meant for Sea (2011), il loro primo ingresso nelle Official Aotearoa Music Charts. Hanno poi fatto uscire Brightly Painted One, vincitore di un New Zealand Music Award e primo disco a entrare la top 20 neozelandese.
Olympic Girls (2019) si è fermato all'11ª posizione della graduatoria nazionale, mentre Ceremony (2023), candidato per l'Aotearoa Music Award all'album dell'anno, ha segnato il loro miglior posizionamento in classifica (9º posto).

## Formazione
- Hollie Fullbrook – voce, chitarra
- Cass Basil – basso
- Alexander Freer – batteria
- Tom Healy – chitarra

## Discografia

### Album in studio
- 2011 – Some Were Meant for Sea
- 2014 – Brightly Painted One
- 2019 – Olympic Girls
- 2023 – Ceremony

### EP
- 2010 – Little Notes (con A Singer of Songs)
- 2013 – Haunts
- 2015 – Hurtling Through (con Hamish Kilgour)

### Singoli
- 2016 – Dream Wave
- 2018 – How Much
- 2018 – Olympic Girls
- 2018 – School of Design
- 2019 – Holograms
- 2019 – My Love Leda (Solo)
- 2023 – The Crab/Waterbaby
- 2023 – Dorothy Bay
- 2023 – Dogs Dreaming
- 2023 – Out of Phase